# 白鳞木姜子
白鳞木姜子（学名：Litsea linii），为樟科木姜子属下的一个植物种。